# Педруцци де Оливейра, Уилсон
Уилсон Педруцци де Оливейра (порт. Uilson Pedruzzi de Oliveira; 28 апреля 1994, Нануки, Минас-Жерайс) — бразильский футболист, вратарь.

## Клубная карьера
В 11-летнем возрасте присоединился к юношеской команде клуба «Атлетико Минейро» из Белу-Оризонти, перед этим недолгое время занимался в школе клуба «Америка Минейро» из того же города.
С 2014 года привлекается к основному составу «Атлетико Минейро». Первый матч на профессиональном уровне сыграл 25 октября 2014 года в игре Серии А против «Спорт Ресифи», выйдя на замену на 54-й минуте после удаления основного вратаря своего клуба Виктора. 7 декабря 2014 года впервые вышел в стартовом составе в матче против «Ботафого», в этой игре сохранил ворота в неприкосновенности (0:0). В сезоне 2014 года стал обладателем Кубка Бразилии, но в матчах кубкового турнира оставался на скамейке запасных.
В следующем сезоне не выходил на поле в составе клуба в официальных матчах. В 2016 году сыграл три матча в чемпионате штата и выиграл чемпионский титул. 7 апреля 2016 года сыграл свой первый матч в Кубке Либертадорес против «Индепендьенте дель Валье». Из-за травмы колена пропустил весь сезон 2018 года.

## Карьера в сборной
В 2011 году призывался в юношескую сборную Бразилии (до 17 лет), в её составе стал чемпионом Южной Америки среди ровесников, на турнире сыграл два матча — против Венесуэлы и Чили. В том же году участвовал в финальной стадии чемпионата мира среди 17-летних, но на поле не выходил.
В 2015 году дебютировал в олимпийской сборной Бразилии в товарищеском матче против команды США. В 2016 году включён в состав олимпийской сборной Бразилии для участия в домашних Олимпийских играх.

## Достижения
«Атлетико Минейро»
- Обладатель Кубка Бразилии: 2014
- Чемпион штата Минас-Жераис: 2016

Сборная Бразилии
- Олимпийский чемпион: 2016
- Чемпион Южной Америки среди сборных до 17 лет: 2011